# Croton mentiens
Croton mentiens là một loài thực vật có hoa trong họ Đại kích. Loài này được (S.Moore) Pax mô tả khoa học đầu tiên năm 1897.